# Luis Benítez (poeta)
Luis Benítez (Buenos Aires; 10 de noviembre de 1956) es un poeta, narrador, ensayista y dramaturgo argentino.

## Obra
- Poemas de la Tierra y la Memoria (poesía, Ed. Stephen and Bloom, Bs. As., 1980);
- Mitologías/La Balada de la Mujer Perdida (poesía, Ed. Último Reino, Bs. As., 1983);
- Poesía Inédita de Hoy (Un panorama contemporáneo de la poesía inédita argentina) (introducción, notas y selección de 100 autores, Ed. NOUS, Bs. As., 1983);
- Juan L. Ortiz: El Contra-Rimbaud (ensayo, 1.ª ed. Ed. Filofalsía, Bs. As., 1985, 2.ª ed. Ed. Filofalsía, Bs. As. 1986);
- Behering y otros poemas (poesía, 1.ª ed., Ed. Filofalsía, Bs. As., 1985, 2.ª. Ed. Cuadernos del Zopilote, México D.F., 1993);
- Guerras, Epitafios y Conversaciones (poesía, Ed. Satura, Bs. As., 1989);
- Fractal (poesía, Ed. Correo Latino, Bs. As., 1992);
- El Pasado y las Vísperas (poesía, Ed. de la Universidad de los Andes, Venezuela, 1995);
- El Horror en la Narrativa de Alberto Jiménez Ure (ensayo, Ed. de la Universidad de los Andes, Venezuela, 1996);
- Selected Poems (antología poética, selección y traducción de Verónica Miranda, Ed. Luz Bilingual Publishing, Inc. Los Ángeles, EE. UU., 1996);
- La Yegua de la Noche (poesía, Ediciones Del Castillo, Santiago de Chile, Chile, 2001);
- Tango del Mudo (novela, Ed. de la Plaza, Montevideo, Uruguay, 1997. Ed. Piel de Leopardo/Wordtheque, Bs. As., 2003. Edición en e-book, Ed. Wordtheque, Bolonia, Italia, 2004);
- Zapping (cuentos en e-book, Ed. Wordtheque, Bolonia, Italia, 2004);
- Jorge Luis Borges: La tiniebla y la gloria (ensayo, Ed. Ojos de Papel/Ediciones Lea, Madrid, España, 2004);
- El venenero y otros poemas (poesía, Ed. Nueva Generación, Buenos Aires, 2005).
- Antología poética (antología en e-book, introducción, selección y notas de Alejandro Elissagaray, Ed. Wordtheque, Bolonia, Italia, 2005);
- La tarde del elefante y otros poemas (poesía, Ed. Ala de Cuervo, Caracas, Venezuela, 2006; 2.ª edición, Ediciones Azafrán y Cinabrio, México, 2008);
- 18 Whiskies (teatro, Ed. Nueva Generación, Buenos Aires, 2006);
- La novelística de Teódulo López Meléndez: escribir desde la fisura (ensayo, Ed. Ala de Cuervo, Caracas, Venezuela, 2007);
- Carl Jung: un chamán del siglo XX (ensayo biográfico, Ediciones Lea, Buenos Aires, 2007);
- Sigmund Freud, el descubrimiento del inconsciente (ensayo biográfico, Ediciones Lea, Buenos Aires, 2008);
- Erich Fromm: el amor, el psicoanálisis y el hombre (ensayo biográfico, Ediciones Lea, Buenos Aires, 2008);
- Diccionario de Filosofía (2 tomos, Ediciones Pluma y Papel, Buenos Aires, 2008);
- Los cuentos de Horacio Quiroga (ensayo introductorio y selección de Luis Benítez, Editorial Díada, Buenos Aires, 2008).
- En el país de las maravillas... (Los mejores cuentos fantásticos) (selección e introducción por Luis Benítez, Ed. Lea, Buenos Aires, 2009)
- ¡Elemental, Watson! (Los mejores cuentos policiales) (selección e introducción por Luis Benítez, Ed. Lea, Buenos Aires, 2009)
- Manhattan Song (poesía, Ed. El fin de la noche, Buenos Aires, 2010).
- La tarde del elefante (poesía, Ed. Buenos Aires Poetry - Colección Pippa Passes, Buenos Aires, 2014).

## Obras sobre el autor
- Sobre las poesías de Luis Benítez, de Carlos Elliff (ensayo, Ed. Metáfora, Bs. As., 1991);
- Conversaciones con el poeta Luis Benítez, de Alejandro Elissagaray y Pamela Nader (Tomo I, 1995, Tomo II, 1997, Ed. Nueva Generación, Bs. As.);
- Antología (selección y ensayo preliminar de Alejandro Elissagaray, 2001, Ed. Nueva Generación, Bs. As.).
- Poemas Reunidos (antología en e-book, introducción, selección y notas de Elizabeth Auster, Ed. La Sombra del Membrillo, Madrid, España, 2006).
- Luis Benítez: Breve Antología Poética (introducción, selección y notas de Elizabeth Auster, Ed. Juglaría, Rosario, provincia de Santa Fe, Argentina, 2008; edición en e-book: www.publicatuslibros.com, Biblioteca de Libros de Poesía, Ed. Itakkus, Jaén, España).
- La Poesía es como el Aroma. Poética de Luis Benítez (ensayo, por el Prof. Dr. Camilo Fernández Cozman, miembro de número de la Academia Peruana de la Lengua, 2009, Ed. Nueva Generación, Buenos Aires)
- Brève anthologie poétique de Luis Benítez Archivado el 29 de junio de 2015 en Wayback Machine. (en francés), Avant-propos d'Elizabeth Auster, traduction de Jean Dif, illustrations de Sebastián de Neymet, Éditions La Résonance, collection Poésie Hispano-américaine, Pau, France, 2014.
- La novelística de Luis Benítez: Aproximaciones críticas a la historiografía, la mitología y la masculinidad patriarcal, de Assen Kokalov, 2015 (Ed. Nueva Generación, Bs. As.).

- Datos: Q5982897